# 문경 전씨
문경 전씨(聞慶錢氏)는 경상북도 문경시를 본관으로 하는 한국의 성씨다.

## 역사
시조 전유겸(錢愉謙)은 원나라에서 용도각직학사(龍圖閣直學士)를 지냈다. 그는 1351년(공민왕 1)에 노국대장공주(魯國大長公主)를 배행하고 고려에 들어와 살게 되어 평장사(平章事)가 되고 최영(崔瑩) 장군의 누이와 혼인하여 개경(開京)의 천장교(天章橋) 옆에 정착하였다고 한다. 그의 벼슬은 정당문학(政堂文學)에까지 이르렀다. 그는 1388년(우왕 14)에 이성계의 위화도 회군으로 최영 장군이 피살되고 고려가 망하자 이에 항거하다가 관산(冠山)에 유배되어 조령산(鳥嶺山) 남쪽에 살았다고 한다.

## 인물
- 전진한(錢鎭漢) : 대한민국 초대 사회부 장관
- 전창원(錢昌源) : 동국대학교 명예교수, 무역연구원 원장
- 전중환(錢中煥) : 포스텍 명예교수
- 전상훈(錢相勳) : 서울대학교 의과대학 흉부외과학교실 교수
- 전인화(錢忍和) : 배우
- 전경화(錢慶華) : 전 영남일보 논설위원, 여기자20년 저자/ 동명 영화 원작자

## 인구
- 1985년 656가구, 2,699명
- 2000년 1,705가구 5,535명
- 2015년 3,018명

## 참고 자료
- “전씨(錢氏) 본관(本貫) 문경(聞慶)”. 《한국족보출판사》. 2022년 11월 30일에 원본 문서에서 보존된 문서.
- 金光林 (2014). “A Comparison of the Korean and Japanese Approaches to Foreign Family Names” (PDF). 《Journal of cultural interaction in East Asia》 (영어) (東アジア文化交渉学会). 21면. 2016년 3월 27일에 원본 문서 (PDF)에서 보존된 문서.